# Massacre d'Andidjan
La massacre d'Andidjan es va produir quan les tropes del Ministeri de l'Interior i del Servei de Seguretat Nacional de l'Uzbekistan van disparar contra una multitud de manifestants a Andidjan (l'Uzbekistan) el 13 de maig de 2005.
El divendres 13 de maig del 2005 un nodrit grup d'homes van assaltar la presó d'Andidjan, l'Uzbekistan, per a alliberar a uns centenars de persones, de les quals 23 eren homes de negocis, acusats de terrorisme islàmic. Seguidament, van prendre per assalt l'ajuntament i van establir un tribunal en el qual moltes persones van prendre la paraula criticant les pressions exercides pel govern i els serveis de seguretat.
Per a reprimir la insurrecció les autoritats van enviar a l'exèrcit, que va obrir foc sobre una manifestació pacífica. Aquesta versió va ser rebutjada per les autoritats que van declarar que aqueixa havia estat una temptativa de desestabilització; manifestant, així mateix, que cap civil sense armes havia estat ferit. Aquesta versió no va poder ser confirmada perquè els periodistes i les organitzacions no governamentals (ONG) van ser expulsades del lloc i se'ls va prohibir l'entrada en la ciutat; no obstant això, algunes fotografies, fetes al principi de la insurrecció i de la repressió, van poder escapar de la requisa i van ser publicades. El dijous 19 de maig, una setmana més tard, algunes ONG, així com el Comitè Internacional de la Creu Roja (CICR) van denunciar que, en aquesta repressió, havien mort de 500 a 1.000 persones, mentre que el govern de l'Uzbekistan només va reconèixer 187 morts.
Aquests fets, a més de tota la violència explicita, van provocar que moltes famílies es veiessin obligades a refugiar-se al país veí del Kirguizstan. Segons la Creu Roja van ser milers les persones que es van haver de travessar la frontera, on els mateixos refugiats van haver de reconstruir un pont. Les autoritats frontereres van fer un control molt estricte de la població que travessava per no permetre que gent implicada directament en el conflicte poguera escapar. En un principi els refugiats van estar-s'hi a un campament, però converses entre el Kirguizstan i l'Uzbekistan van permetre obrir durant cinc dies la frontera per poder tractar de manera adient als refugiats.
El govern Uzbek en un principi va dir que el Moviment Islàmic de l'Uzbekistan havia organitzat els disturbis i els manifestants eren membres de Hizb ut-Tahrir. Els crítics argumenten que l'etiqueta d'islamista radical és només un pretext per a mantenir un règim repressiu en el país. Hom discuteix si les tropes van disparar indiscriminadament per impedir una revolució de color o que actuaren legítimament per sufocar una fuga de la presó. Una tercera teoria és que la disputa era realment una lluita entre clans pel poder estatal. El govern uzbek finalment va reconèixer que les males condicions econòmiques de la regió i el ressentiment popular van tenir un paper en la insurrecció.
Es va al·legar que les crides de governs occidentals per una investigació internacional van provocar un canvi important en la política exterior de l'Uzbekistan, afavorint les relacions amb les nacions d'Àsia, encara que el govern de l'Uzbekistan se sap que té vincles molt estrets amb el govern dels Estats Units, i el govern de Bush havia declarat que l'Uzbekistan era vital per la seguretat dels Estats Units, ja que el país tenia contractada una enorme base militar amb les forces militars nord-americanes. El govern uzbek va ordenar el tancament de la base aèria dels Estats Units a Karshi-Khanabad i va millorar els vincles amb la República Popular de la Xina i Rússia, que van donar suport a la resposta del règim a Andijan.